# سبزوار (بابارشاني)
سبزوار (بالفارسية: سبزوار) هي قرية تقع في إيران في قسم بابارشاني الريفي.